# Eunyctibora magnifica
Eunyctibora magnifica är en kackerlacksart som beskrevs av Robert Walter Campbell Shelford 1912. Eunyctibora magnifica ingår i släktet Eunyctibora och familjen småkackerlackor.
Artens utbredningsområde är Peru. Inga underarter finns listade i Catalogue of Life.